# 名誉主席
名誉主席，又称为荣誉主席等，一种荣誉称号或名誉性职务，指一个组织或机构名义上的主席，多以赠给的名义授予，表达对被授予者的尊重和认可。

## 案例

### 政府或政党
- 曾任中華人民共和國副主席并代行主席职权的宋慶齡於1981年被全國人大常委會授予中華人民共和國名譽主席的稱號。[1]
- 連戰和吳伯雄卸任中國國民黨主席後成為榮譽主席。2015年1月，國民黨主席朱立倫認為黨章中並未規定榮譽主席，取消了此規定。[2][3]
- 中共八大通过的《中国共产党章程》中曾表明，必要时可设立“中央委员会名誉主席”一职。不过，时任中共中央主席的毛泽东最终没有出任名誉主席，而是在中共七大、八大、九大、十大中连任四届中央委员会主席，直到1976年逝世。此外，1954年毛泽东在卸任全国政协主席之后，一直担任全国政协名誉主席直至逝世。

### 非政府组织和人民团体
- 中国红十字会名誉会长：一般由中国国家主席或中国国家副主席担任，现任是韩正。
- 一些中国大陆的体育组织亦会邀请党和国家领导人出任荣誉性职务。如原中共中央政治局常委、全国政协主席李瑞环曾任中国乒乓球协会名誉主席[4]。
- 基拉宁和萨马兰奇在卸任国际奥委会主席之后被选为终身名誉主席。[5]